# Blackmagic Cinema Camera

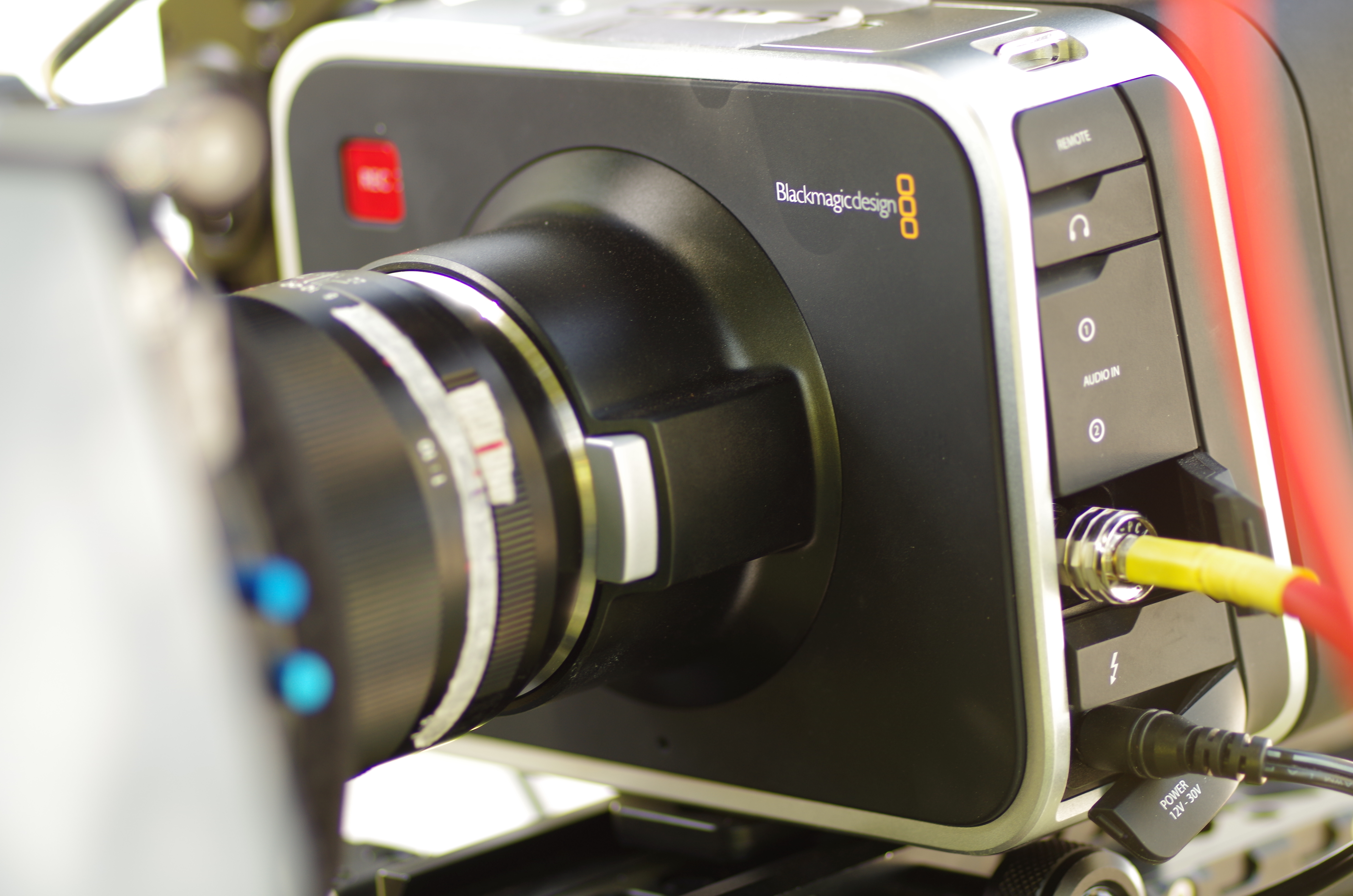

A Blackmagic Cinema Camera (também conhecida geralmente como Cinema Camera ou BMDCC) é uma câmera de filme digital desenvolvida e fabricada pela Blackmagic Design e lançada em 4 de setembro de 2012. Faz parte da família Cinema Camera de câmeras de cinematografia digital e grava vídeo 2.5K nos formatos Raw, Apple ProRes, CinemaDNG e Avid DNxHD. No NAB Show em de abril de 2012, a Blackmagic Design anunciou e demonstrou a câmera de cinema e programou seu lançamento em julho com um preço inicial de US$ 2.995.